# Campeonato de Primera División 2001-02 (Argentina)
El Campeonato de Primera División 2001-02 fue la septuagésima segunda temporada de la era profesional de la Primera División argentina de fútbol. Se jugó en dos etapas, el Torneo Apertura 2001 y el Torneo Clausura 2002, las que consagraron cada una a su propio campeón. Inició el 17 de agosto de 2001 y finalizó el 19 de mayo de 2002.
Los nuevos participantes fueron los dos equipos ascendidos de la Primera B Nacional 2000-01: Banfield, que regresó a la categoría tras cuatro temporadas, y Nueva Chicago, que retornó a Primera División después de 18 años.
El campeonato otorgó cuatro cupos a la Copa Libertadores 2003, y otros cuatro a la Copa Sudamericana 2002. Y a su culminación, se produjeron dos descensos por el sistema de promedios a la Primera B Nacional, y se determinaron a los dos equipos que disputaron la promoción.

## Ascensos y descensos
| Pos.      | Equipos ascendidos de la B Nacional 2000-01 |
| --------- | ------------------------------------------- |
| 1.º       | Banfield                                    |
| Gan. Red. | Nueva Chicago                               |

| Prom. | Equipos descendidos en la temporada 2000-01 |
| ----- | ------------------------------------------- |
| 19.º  | Almagro                                     |
| 20.º  | Los Andes                                   |

## Sistema de disputa
Cada fase del campeonato fue un torneo independiente, llamados respectivamente Apertura y Clausura. Se jugaron en una sola rueda de todos contra todos, siendo la segunda las revanchas de la primera, y tuvieron su propio campeón.

## Equipos
| Equipo             | Ciudad       | Estadio                             |
| ------------------ | ------------ | ----------------------------------- |
| Argentinos Juniors | Buenos Aires | Arquitecto Ricardo Etcheverri       |
| Banfield           | Banfield     | Florencio Sola                      |
| Belgrano           | Córdoba      | Gigante de Alberdi Chateau Carreras |
| Boca Juniors       | Buenos Aires | Alberto J. Armando                  |
| Chacarita Juniors  | Villa Maipú  | Chacarita Juniors                   |
| Colón              | Santa Fe     | Brigadier General Estanislao López  |
| Estudiantes        | La Plata     | Jorge Luis Hirschi                  |
| Gimnasia y Esgrima | La Plata     | Juan Carmelo Zerillo                |
| Huracán            | Buenos Aires | Tomás Adolfo Ducó                   |
| Independiente      | Avellaneda   | La Doble Visera                     |
| Lanús              | Lanús        | Ciudad de Lanús                     |
| Newell's Old Boys  | Rosario      | Coloso del Parque                   |
| Nueva Chicago      | Buenos Aires | República de Mataderos              |
| Racing Club        | Avellaneda   | Presidente Perón                    |
| River Plate        | Buenos Aires | Antonio Vespucio Liberti            |
| Rosario Central    | Rosario      | Gigante de Arroyito                 |
| San Lorenzo        | Buenos Aires | Pedro Bidegain                      |
| Talleres           | Córdoba      | Chateau Carreras                    |
| Unión              | Santa Fe     | 15 de Abril                         |
| Vélez Sarsfield    | Buenos Aires | José Amalfitani                     |

### Distribución geográfica de los equipos
| Región                 | Cant. | Equipos                                                                                              |
| ---------------------- | ----- | --- |
| Ciudad de Buenos Aires | 7     | Argentinos Juniors, Boca Juniors, Huracán, Nueva Chicago, River Plate, San Lorenzo y Vélez Sarsfield |
| conurbano bonaerense   | 5     | Banfield, Chacarita Juniors, Independiente, Lanús y Racing Club                                      |
| Provincia de Santa Fe  | 4     | Colón, Newell's Old Boys, Rosario Central y Unión                                                    |
| Ciudad de La Plata     | 2     | Estudiantes y Gimnasia y Esgrima                                                                     |
| Provincia de Córdoba   | 2     | Belgrano y Talleres                                                                                  |

## Torneo Apertura

### Tabla de posiciones final
| Pos. | Equipo                  | Pts. | PJ | PG | PE | PP | GF | GC | Dif. |
| ---- | ----------------------- | ---- | -- | -- | -- | -- | -- | -- | ---- |
| 1.º  | Racing Club             | 42   | 19 | 12 | 6  | 1  | 34 | 17 | 17   |
| 2.º  | River Plate             | 41   | 19 | 12 | 5  | 2  | 51 | 16 | 35   |
| 3.º  | Boca Juniors            | 33   | 19 | 9  | 6  | 4  | 41 | 27 | 14   |
| 4.º  | Colón                   | 32   | 19 | 8  | 8  | 3  | 24 | 16 | 8    |
| 5.º  | San Lorenzo             | 31   | 19 | 8  | 7  | 4  | 28 | 22 | 6    |
| 6.º  | Estudiantes (LP)        | 27   | 19 | 7  | 6  | 6  | 27 | 28 | −1   |
| 7.º  | Gimnasia y Esgrima (LP) | 27   | 19 | 7  | 6  | 6  | 30 | 35 | −5   |
| 8.º  | Chacarita Juniors       | 26   | 19 | 6  | 8  | 5  | 28 | 24 | 4    |
| 9.º  | Belgrano                | 26   | 19 | 6  | 8  | 5  | 17 | 18 | −1   |
| 10.º | Independiente           | 26   | 19 | 7  | 5  | 7  | 26 | 28 | −2   |
| 11.º | Argentinos Juniors      | 25   | 19 | 7  | 4  | 8  | 22 | 27 | −5   |
| 12.º | Lanús                   | 25   | 19 | 7  | 4  | 8  | 21 | 28 | −7   |
| 13.º | Nueva Chicago           | 24   | 19 | 7  | 3  | 9  | 26 | 33 | −7   |
| 14.º | Newell's Old Boys       | 23   | 19 | 6  | 5  | 8  | 29 | 28 | 1    |
| 15.º | Vélez Sarsfield         | 22   | 19 | 5  | 7  | 7  | 27 | 30 | −3   |
| 16.º | Rosario Central         | 20   | 19 | 5  | 5  | 9  | 18 | 26 | −8   |
| 17.º | Unión                   | 18   | 19 | 3  | 9  | 7  | 23 | 25 | −2   |
| 18.º | Banfield                | 18   | 19 | 4  | 6  | 9  | 16 | 24 | −8   |
| 19.º | Huracán                 | 14   | 19 | 3  | 5  | 11 | 22 | 39 | −17  |
| 20.º | Talleres (C)            | 13   | 19 | 4  | 1  | 14 | 18 | 37 | −19  |

|  | Campeón. Clasificó a la Copa Libertadores 2003. |

|  |

## Torneo Clausura

### Tabla de posiciones final
| Pos. | Equipo                  | Pts. | PJ | PG | PE | PP | GF | GC | Dif. |
| ---- | ----------------------- | ---- | -- | -- | -- | -- | -- | -- | ---- |
| 1.º  | River Plate             | 43   | 19 | 13 | 4  | 2  | 39 | 13 | 26   |
| 2.º  | Gimnasia y Esgrima (LP) | 37   | 19 | 11 | 4  | 4  | 33 | 23 | 10   |
| 3.º  | Boca Juniors            | 35   | 19 | 10 | 5  | 4  | 25 | 17 | 8    |
| 4.º  | Huracán                 | 30   | 19 | 9  | 3  | 7  | 27 | 24 | 3    |
| 5.º  | Banfield                | 30   | 19 | 8  | 6  | 5  | 21 | 19 | 2    |
| 6.º  | Racing Club             | 29   | 19 | 8  | 5  | 6  | 19 | 17 | 2    |
| 7.º  | Newell's Old Boys       | 28   | 19 | 8  | 4  | 7  | 25 | 25 | 0    |
| 8.º  | Estudiantes (LP)        | 27   | 19 | 7  | 6  | 6  | 34 | 27 | 7    |
| 9.º  | Vélez Sarsfield         | 26   | 19 | 7  | 5  | 7  | 27 | 20 | 7    |
| 10.º | Lanús                   | 26   | 19 | 6  | 8  | 5  | 20 | 18 | 2    |
| 11.º | San Lorenzo             | 26   | 19 | 6  | 8  | 5  | 24 | 23 | 1    |
| 12.º | Colón                   | 24   | 19 | 6  | 6  | 7  | 24 | 23 | 1    |
| 13.º | Nueva Chicago           | 24   | 19 | 6  | 6  | 7  | 16 | 21 | −5   |
| 14.º | Chacarita Juniors       | 21   | 19 | 4  | 9  | 6  | 23 | 24 | −1   |
| 15.º | Unión                   | 21   | 19 | 5  | 6  | 8  | 20 | 27 | −7   |
| 16.º | Rosario Central         | 20   | 19 | 5  | 5  | 9  | 20 | 26 | −6   |
| 17.º | Argentinos Juniors      | 20   | 19 | 5  | 5  | 9  | 20 | 32 | −12  |
| 18.º | Belgrano                | 18   | 19 | 5  | 3  | 11 | 16 | 24 | −8   |
| 19.º | Talleres (C)            | 17   | 19 | 5  | 2  | 12 | 14 | 30 | −16  |
| 20.º | Independiente           | 15   | 19 | 3  | 6  | 10 | 14 | 28 | −14  |

|  | Campeón. Clasificó a la Copa Libertadores 2003. |

|  |

## Tabla de posiciones final del campeonato
Esta tabla fue utilizada como clasificatoria para la Copa Sudamericana 2002 y la Copa Libertadores 2003.

### Clasificación a la Copa Sudamericana 2002
Argentina tuvo 5 cupos en la Copa Sudamericana 2002: San Lorenzo, como campeón de la Copa Mercosur 2001; Boca Juniors y River Plate, como invitados de la Conmebol; y los 2 equipos mejor ubicados en esta tabla. 
| Pos. | Equipo                  | Pts. | PJ | PG | PE | PP | GF | GC | Dif. |
| ---- | ----------------------- | ---- | -- | -- | -- | -- | -- | -- | ---- |
| 1.º  | River Plate             | 84   | 38 | 25 | 9  | 4  | 90 | 29 | 61   |
| 2.º  | Racing Club             | 71   | 38 | 20 | 11 | 7  | 53 | 34 | 19   |
| 3.º  | Boca Juniors            | 68   | 38 | 19 | 11 | 8  | 66 | 44 | 22   |
| 4.º  | Gimnasia y Esgrima (LP) | 64   | 38 | 18 | 10 | 10 | 63 | 58 | 5    |
| 5.º  | San Lorenzo             | 57   | 38 | 14 | 15 | 9  | 52 | 45 | 7    |
| 6.º  | Colón                   | 56   | 38 | 14 | 14 | 10 | 48 | 39 | 9    |
| 7.º  | Estudiantes (LP)        | 54   | 38 | 14 | 12 | 12 | 61 | 55 | 6    |
| 8.º  | Newell's Old Boys       | 51   | 38 | 14 | 9  | 15 | 54 | 53 | 1    |
| 9.º  | Lanús                   | 51   | 38 | 13 | 12 | 13 | 41 | 46 | −5   |
| 10.º | Vélez Sarsfield         | 48   | 38 | 12 | 12 | 14 | 54 | 50 | 4    |
| 11.º | Banfield                | 48   | 38 | 12 | 12 | 14 | 37 | 43 | −6   |
| 12.º | Nueva Chicago           | 48   | 38 | 13 | 9  | 16 | 42 | 54 | −12  |
| 13.º | Chacarita Juniors       | 47   | 38 | 10 | 17 | 11 | 51 | 48 | 3    |
| 14.º | Argentinos Juniors      | 45   | 38 | 12 | 9  | 17 | 42 | 59 | −17  |
| 15.º | Belgrano                | 44   | 38 | 11 | 11 | 16 | 33 | 42 | −9   |
| 16.º | Huracán                 | 44   | 38 | 12 | 8  | 18 | 49 | 63 | −14  |
| 17.º | Independiente           | 41   | 38 | 10 | 11 | 17 | 40 | 56 | −16  |
| 18.º | Rosario Central         | 40   | 38 | 10 | 10 | 18 | 38 | 52 | −14  |
| 19.º | Unión                   | 39   | 38 | 8  | 15 | 15 | 43 | 52 | −9   |
| 20.º | Talleres (C)            | 30   | 38 | 9  | 3  | 26 | 32 | 67 | −35  |

|  | Clasificados a la Copa Sudamericana 2002. |

| 1. 2. |

### Clasificación a la Copa Libertadores 2003
Argentina tuvo 4 cupos en la Copa Libertadores 2003: el campeón del Torneo Apertura 2001, el campeón del Torneo Clausura 2002, y los 2 equipos mejor ubicados en esta tabla.
| Pos. | Equipo                  | Pts. | PJ | PG | PE | PP | GF | GC | Dif. |
| ---- | ----------------------- | ---- | -- | -- | -- | -- | -- | -- | ---- |
| 1.º  | River Plate             | 84   | 38 | 25 | 9  | 4  | 90 | 29 | 61   |
| 2.º  | Racing Club             | 71   | 38 | 20 | 11 | 7  | 53 | 34 | 19   |
| 3.º  | Boca Juniors            | 68   | 38 | 19 | 11 | 8  | 66 | 44 | 22   |
| 4.º  | Gimnasia y Esgrima (LP) | 64   | 38 | 18 | 10 | 10 | 63 | 58 | 5    |
| 5.º  | San Lorenzo             | 57   | 38 | 14 | 15 | 9  | 52 | 45 | 7    |
| 6.º  | Colón                   | 56   | 38 | 14 | 14 | 10 | 48 | 39 | 9    |
| 7.º  | Estudiantes (LP)        | 54   | 38 | 14 | 12 | 12 | 61 | 55 | 6    |
| 8.º  | Newell's Old Boys       | 51   | 38 | 14 | 9  | 15 | 54 | 53 | 1    |
| 9.º  | Lanús                   | 51   | 38 | 13 | 12 | 13 | 41 | 46 | −5   |
| 10.º | Vélez Sarsfield         | 48   | 38 | 12 | 12 | 14 | 54 | 50 | 4    |
| 11.º | Banfield                | 48   | 38 | 12 | 12 | 14 | 37 | 43 | −6   |
| 12.º | Nueva Chicago           | 48   | 38 | 13 | 9  | 16 | 42 | 54 | −12  |
| 13.º | Chacarita Juniors       | 47   | 38 | 10 | 17 | 11 | 51 | 48 | 3    |
| 14.º | Argentinos Juniors      | 45   | 38 | 12 | 9  | 17 | 42 | 59 | −17  |
| 15.º | Belgrano                | 44   | 38 | 11 | 11 | 16 | 33 | 42 | −9   |
| 16.º | Huracán                 | 44   | 38 | 12 | 8  | 18 | 49 | 63 | −14  |
| 17.º | Independiente           | 41   | 38 | 10 | 11 | 17 | 40 | 56 | −16  |
| 18.º | Rosario Central         | 40   | 38 | 10 | 10 | 18 | 38 | 52 | −14  |
| 19.º | Unión                   | 39   | 38 | 8  | 15 | 15 | 43 | 52 | −9   |
| 20.º | Talleres (C)            | 30   | 38 | 9  | 3  | 26 | 32 | 67 | −35  |

|  | Campeones de la temporada y clasificados a la Copa Libertadores 2003. |
|  | Clasificados a la Copa Libertadores 2003.                             |

| 1. 2. |

## Tabla de descenso
| Pos. | Equipo                  | Promedio | 1999-00 | 2000-01 | 2001-02 | Total | PJ  |
| ---- | ----------------------- | -------- | ------- | ------- | ------- | ----- | --- |
| 1.º  | River Plate             | 2,184    | 86      | 78      | 85      | 249   | 114 |
| 2.º  | Boca Juniors            | 1,868    | 74      | 71      | 68      | 213   | 114 |
| 3.º  | San Lorenzo             | 1,815    | 69      | 81      | 57      | 207   | 114 |
| 4.º  | Gimnasia y Esgrima (LP) | 1,473    | 49      | 55      | 64      | 168   | 114 |
| 5.º  | Vélez Sarsfield         | 1,447    | 61      | 56      | 48      | 165   | 114 |
| 6.º  | Colón                   | 1,403    | 55      | 49      | 56      | 160   | 114 |
| 7.º  | Racing Club             | 1,368    | 45      | 40      | 71      | 156   | 114 |
| 8.º  | Newell's Old Boys       | 1,350    | 55      | 48      | 51      | 154   | 114 |
| 9.º  | Estudiantes (LP)        | 1,307    | 39      | 56      | 54      | 149   | 114 |
| 10.º | Talleres (C)            | 1,307    | 58      | 61      | 30      | 149   | 114 |
| 11.º | Huracán                 | 1,302    | –       | 55      | 44      | 99    | 76  |
| 12.º | Chacarita Juniors       | 1,298    | 45      | 56      | 47      | 148   | 114 |
| 13.º | Rosario Central         | 1,289    | 66      | 41      | 40      | 147   | 114 |
| 14.º | Banfield                | 1,263    | –       | –       | 48      | 48    | 38  |
| 15.º | Independiente           | 1,263    | 61      | 42      | 41      | 144   | 114 |
| 16.º | Nueva Chicago           | 1,263    | –       | –       | 48      | 48    | 38  |
| 17.º | Lanús                   | 1,245    | 48      | 43      | 51      | 142   | 114 |
| 18.º | Unión                   | 1,184    | 50      | 46      | 39      | 135   | 114 |
| 19.º | Argentinos Juniors      | 1,114    | 39      | 43      | 45      | 127   | 114 |
| 20.º | Belgrano                | 1,052    | 39      | 37      | 44      | 120   | 114 |

|  | Jugaron una promoción con dos equipos de la Primera B Nacional. |
|  | Descendieron a la Primera B Nacional.                           |

## Promociones
| Huracán (TA)                                                 | 1 - 2 | Lanús        | Ciudad de Vicente López | 23 de mayo | 21:00 |
| Lanús                                                        | 1 - 1 | Huracán (TA) | Ciudad de Lanús         | 26 de mayo | 14:30 |
| Lanús permaneció en Primera División con un global de 3 - 2. |       |              |                         |            |       |

| Gimnasia y Esgrima (CdU)                                     | 3 - 1 | Unión                    | Manuel y Ramón Núñez | 23 de mayo | 21:00 |
| Unión                                                        | 3 - 0 | Gimnasia y Esgrima (CdU) | 15 de abril          | 26 de mayo | 16:30 |
| Unión permaneció en Primera División con un global de 4 - 3. |       |                          |                      |            |       |

## Descensos y ascensos
Al finalizar la temporada, se produjeron los descensos a la Primera B Nacional de Belgrano de Córdoba y Argentinos Juniors, los cuales fueron reemplazados por Olimpo de Bahía Blanca y Arsenal para el campeonato 2002-03. Por su parte, Unión de Santa Fe y Lanús ganaron sus respectivas promociones, por lo que conservaron la categoría.